# Papierarchitectuur

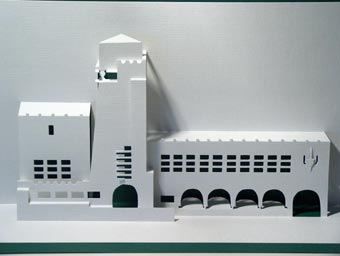
Louis Hartlooper Complex in Utrecht

Papierarchitectuur is het overbrengen van een werktekening op één enkel vel papier, en dit zodanig te snijden en te vouwen dat een driedimensionale voorstelling ontstaat. Dit kan in kaartvorm (90°), maar ook op een vlakke ondergrond (180°). Bij papierarchitectuur is vooral het maken van een goede werktekening moeilijk. De voorstelling heeft vaak betrekking op (bestaande en niet-bestaande) gebouwen, maar andere afbeeldingen en fantasieën zijn ook mogelijk.

## Geschiedenis
De grondlegger van papierarchitectuur is de architect Masahiro Chatani (1934-2008). Zijn leerlinge Keiko Nakazawa ontwerpt vooral kaarten met onderwerpen als dieren en bloemen. Van beiden zijn sinds de jaren tachtig (van de twintigste eeuw) vele boeken verschenen. De Nederlandse Ingrid Siliakus is bekend geworden door haar ontwerpen van bijzondere bestaande gebouwen en haar boek Papierarchitectuur, van gebouw tot kaart.

## Andere benamingen
Andere benamingen voor papierarchitectuur zijn architectuurorigami en origamic architecture (OA). In het Japans heet het origami kenchiku, waarbij origami staat voor vouwen (van papier) en kenchiku staat voor architectuur.